# 겹열매

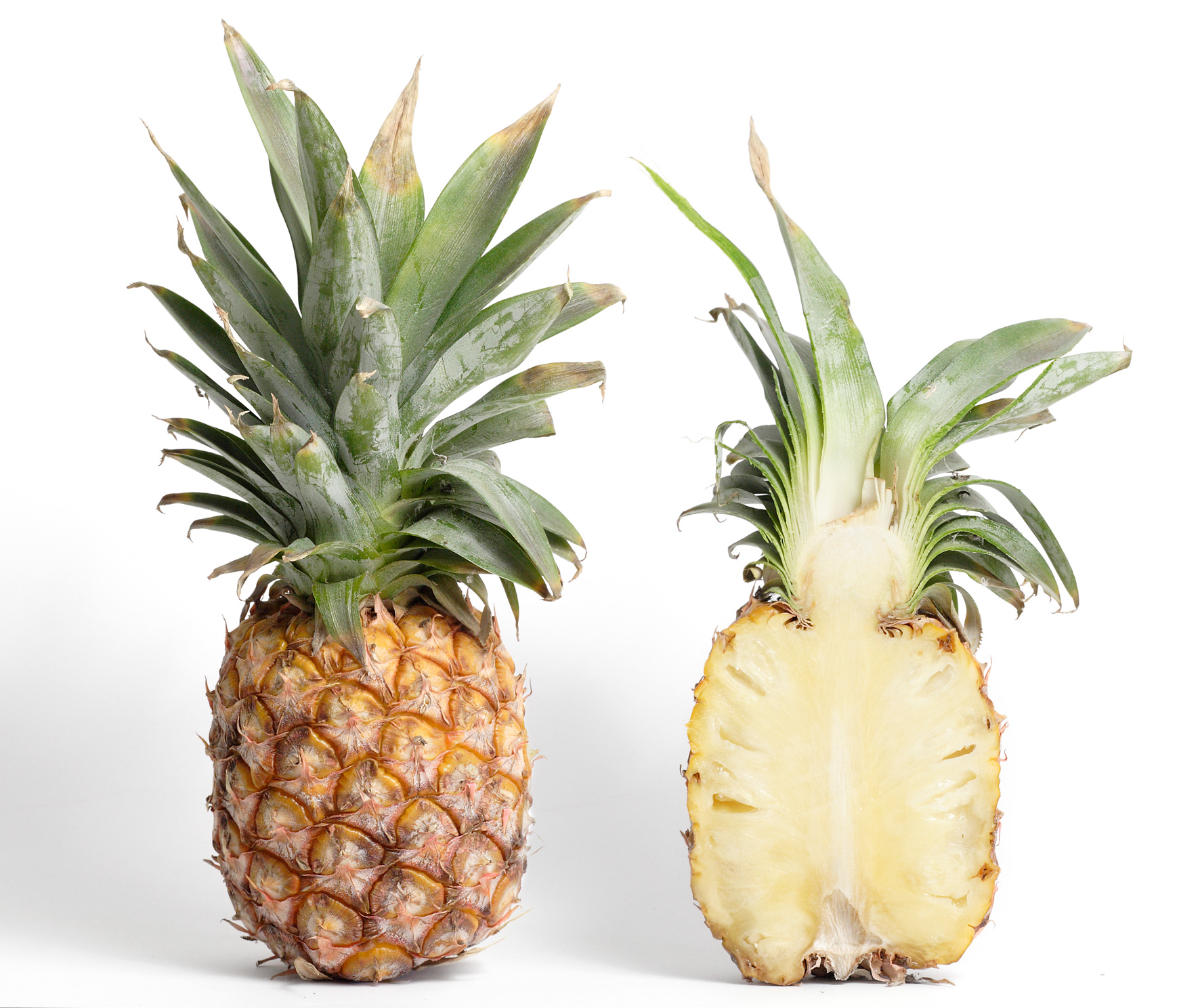
파인애플은 대표적인 겹열매 식물이다.

겹열매(영어: Multiple fruit)는 꽃이 여러 떨기 모여서 하나의 열매를 형성하는 형태를 말하며, 한자로는 복합과(複合果)라고도 일컫는다. 겹열매 식물이 피운 꽃은 꽃차례를 만들고 제각기 열매를 맺지만 성숙하는 과정에서 커다란 열매 한 개로 합쳐진다. 이 과정이 일어나면서 열매차례가 생겨난다. 무화과·파인애플·오디·잭프루트 등이 겹열매에 속한다.